# Trzeszkowice
Trzeszkowice – wieś w Polsce położona w województwie lubelskim, w powiecie świdnickim, w gminie Mełgiew.
W latach 1975–1998 miejscowość administracyjnie należała do ówczesnego województwa lubelskiego.
Wieś jest sołectwem w gminie Mełgiew. Według Narodowego Spisu Powszechnego z roku 2011 wieś liczyła 280 mieszkańców.
Wierni Kościoła rzymskokatolickiego należą do parafii św. Wita w Mełgwi.

## Historia
Strzeszkowice, dziś Trzeszkowice, wieś notowana od roku 1416. Pierwszym znanym dziedzicem był w latach 1416–1420 był Jan Strzeszkowski ze Strzeszkowic.
Długosz wspomina tę wieś w opisie parafii Mełgiew (Długosz L.B. t.II, s.551). W spisie pogłównego z roku 1676 podany był jako dziedzic Jakub Brodowski, który płacił od 6 osób z rodziny, 12 dworskich, 101 poddanych i 4 żydów (Pawiński, Małopolska, 30)
Według noty SgKP wieś i folwark nad rzeką bez nazwy w powiecie lubelskim, gminie i parafii Mełgiew, odległy 14 wiorst od Lublina. W okolicy posiada pokłady wapienia, młyn wodny ulepszony. Według spisu miast, wsi, osad Królestwa Polskiego w 1827 roku było we wsi 37 domów i 267 mieszkańców.
W 1873 roku folwark Trzeszkowice z atynencją Józefów posiadał rozległość 1470 mórg [...]. Wieś Trzeszkowice posiadała wówczas osad 27, z gruntem 308 mórg.